# Adolf von Schell (General, 1837)
Karl Emil Friedrich Gustav Adolf von Schell (* 10. Juni 1837 auf Haus Rechen; † 10. Oktober 1888 in Obermais, Tirol) war ein preußischer Generalmajor und Kommandeur der Garde-Feldartillerie-Brigade.

## Leben

### Herkunft
Die Familie von Schell war eine alte Soldatenfamilie, deren Stammreihe im Jahr 1325 beginnt. Man fand sie zunächst in Süddeutschland und seit dem Siebenjährigen Krieg auch in Preußen. Adolf war ein Sohn des preußischen Premierleutnant Friedrich von Schell (1810–1849) und dessen Ehefrau Auguste, geborene von Gillhausen (1809–1884). Sein Bruder Otto (1835–1902) stieg bis zum Generalleutnant auf.

### Militärkarriere
Schell besuchte die Kadettenhäuser in Bensberg und Berlin. Anschließend wurde er 1. Mai 1855 als charakterisierter Portepeefähnrich dem 8. Artillerie-Regiment der Preußischen Armee überwiesen. Zur weiteren Ausbildung absolvierte er von Oktober 1855 bis Juli 1858 die Vereinigte Artillerie- und Ingenieurschule, avancierte Anfang Januar 1857 zum außeretatsmäßigen Sekondeleutnant und wurde am 5. November 1857 in das Garde-Artillerie-Regiment versetzt. Mit Patent vom 1. Januar 1857 erfolgte am 19. Oktober 1858 seine Ernennung zum Artillerieoffizier. Während der Mobilmachung anlässlich des Sardinischen Krieges war Schell 1859 einer Munitionskolonne zugewiesen. Am 1. Oktober 1861 beauftragte man ihn mit der Wahrnehmung der Geschäfte als Feuerwerker-Leutnant der Festung Spandau. Vom 1. Oktober 1861 bis zum 1. Juli 1864 war er Adjutant der III. Abteilung im Garde-Artillerie-Regiment, stieg Mitte Mai 1865 zum Premierleutnant auf und wurde am 1. Oktober 1865 zum Regimentsadjutanten ernannt. In dieser Eigenschaft nahm Schell 1866 während des Krieges gegen Österreich an den Kämpfen bei Soor, Königinhof sowie Königgrätz teil und erhielt für sein Wirken den Roten Adlerorden IV. Klasse mit Schwertern.
Nach dem Krieg erfolgte am 23. Mai 1867 seine Kommandierung als Adjutant der 15. Division. Schell wurde am 22. August 1867 ohne Patent zum Hauptmann befördert. Das Patent vom 22. August 1864 zu seinem Dienstgrad wurde ihm am 10. März 1868 verliehen. Mitte Juli 1870 trat er als Batteriechef im Hessischen Feldartillerie-Regiment Nr. 11 wieder in den Truppendienst. Zu Beginn der Mobilmachung anlässlich des Krieges gegen Frankreich war er Ende Juli 1870 zunächst als Adjutant beim Generalgouvernement am Rhein tätig. Am 22. August 1870 wurde er Generalstabsoffizier bei Generalleutnant von Bothmer, dann bei General von Gayl. Schell nahm an den Kämpfen bei Diedenhofen, Verdun und Saint-Quentin teil. Am 11. Januar 1871 wurde er als Generalstabsoffizier zum Oberkommando der 1. Armee kommandiert. Ausgezeichnet mit beiden Klassen des Eisernen Kreuzes wurde er nach dem Frieden von Frankfurt am 27. Mai 1871 dem Generalstab der Armee aggregiert und in den Großen Generalstab versetzt. Am 3. Oktober 1871 wurde er zum Major im Großen Generalstab befördert.
Vom 1. Oktober 1872 bis zum 31. Juli 1875 war er Lehrer an der Kriegsakademie. In dieser Zeit wurde er am 6. Mai 1874 für sechs Monate zum Kriegsministerium kommandiert und nahm im Spätsommer 1874 als Beobachter an den Manövern der Österreichischen Armee teil. Am 22. Juni 1875 wurde er als Kommandeur der II. Abteilung in das 1. Hannoversche Feldartillerie-Regiment Nr. 10 versetzt, er verblieb dort bis zum 31. Juli 1875 zur Verfügung des Chefs des Generalstabs. Schell wurde am 13. März 1877 als Kommandeur des 1. Westfälischen Feldartillerie-Regiments Nr. 7 nach Wesel versetzt und Ende 22. März 1877 zum Oberstleutnant befördert. Am 10. Dezember 1878 erfolgte seine Ernennung zum Chef des Generalstabs der Generalinspektion der Artillerie. Schell avancierte Mitte September 1881 zum Oberst und war vom 12. November 1881 bis zum 25. Mai 1883 Kommandeur des Nassauischen Feldartillerie-Regiments Nr. 27 in Mainz. Anschließend wurde er unter Stellung à la suite zum Kommandeur der 11. Feldartillerie-Brigade ernannt. Daran schloss sich im November 1884 eine Verwendung als Kommandeur der Garde-Artillerie-Brigade in Berlin an und ab Mitte Dezember 1884 war er zugleich Mitglied der Prüfungskommission für Hauptleute und Premierleutnants der Artillerie. Außerdem war Schell ab 12. Oktober 1886 als Mitglied der Studienkommission der Kriegsakademie sowie ab Ende Februar 1887 als Mitglied der Kommission zur Prüfung und Feststellung einer Felddienstordnung tätig. Er stieg am 14. Mai 1887 zum Generalmajor auf und erhielt am 19. September 1888 den Roten Adlerorden II. Klasse mit Eichenlaub und Schwertern. Schell starb am 10. Oktober 1888 in Obermais, wohin er sich wegen einer Erkrankung zur Erholung zurückgezogen hatte, und wurde am 16. Oktober 1888 auf dem Invalidenfriedhof in Berlin beigesetzt.

### Familie
Schell heiratete am 29. September 1863 in Polnisch-Jägel Emma von der Lancken (* 1846), eine Tochter des Majors Friedrich von der Lancken. Aus der Ehe ging der Sohn Friedrich (1864–1866) hervor.